# Туманність Лагуна
Туманність Лагуна (також знана як Мессьє 8, M8 і NGC 6523) є гігантською міжзоряною хмарою і H II областю в сузір'ї Стрільця.

## Історія відкриття
Була відкрита Гільйомом ле Жентілом в 1747 році.

## Цікаві характеристики
Перебуваючи на відстані 5200 світлових років, туманність Лагуна одна з двох зореутворюючих туманностей слабо помітних неозброєним оком в середніх широтах Північної півкулі.
При розгляді в бінокль, Лагуна представляється чітко окресленою овальною хмароподібною плямою з явним ядром, схожим на бліду зоряну квітку. Туманність містить невелике зоряне скупчення, накладене на неї, що перетворює Лагуну в одну з визначних пам'яток літнього нічного неба.
Туманність Лагуна займає на небосхилі область розміром 90 'на 40', що при розрахунковому відстані до неї в 5200 світлових років, призводить до реальних розмірів в 140 на 60 світлових років. Туманність містить ряд глобул, темних, колапсуючих хмар протозіркового матеріалу, найпомітніші з яких були каталогізовані Е. Е. Барнардом під номерами B88, B89 і B296.

## Спостереження

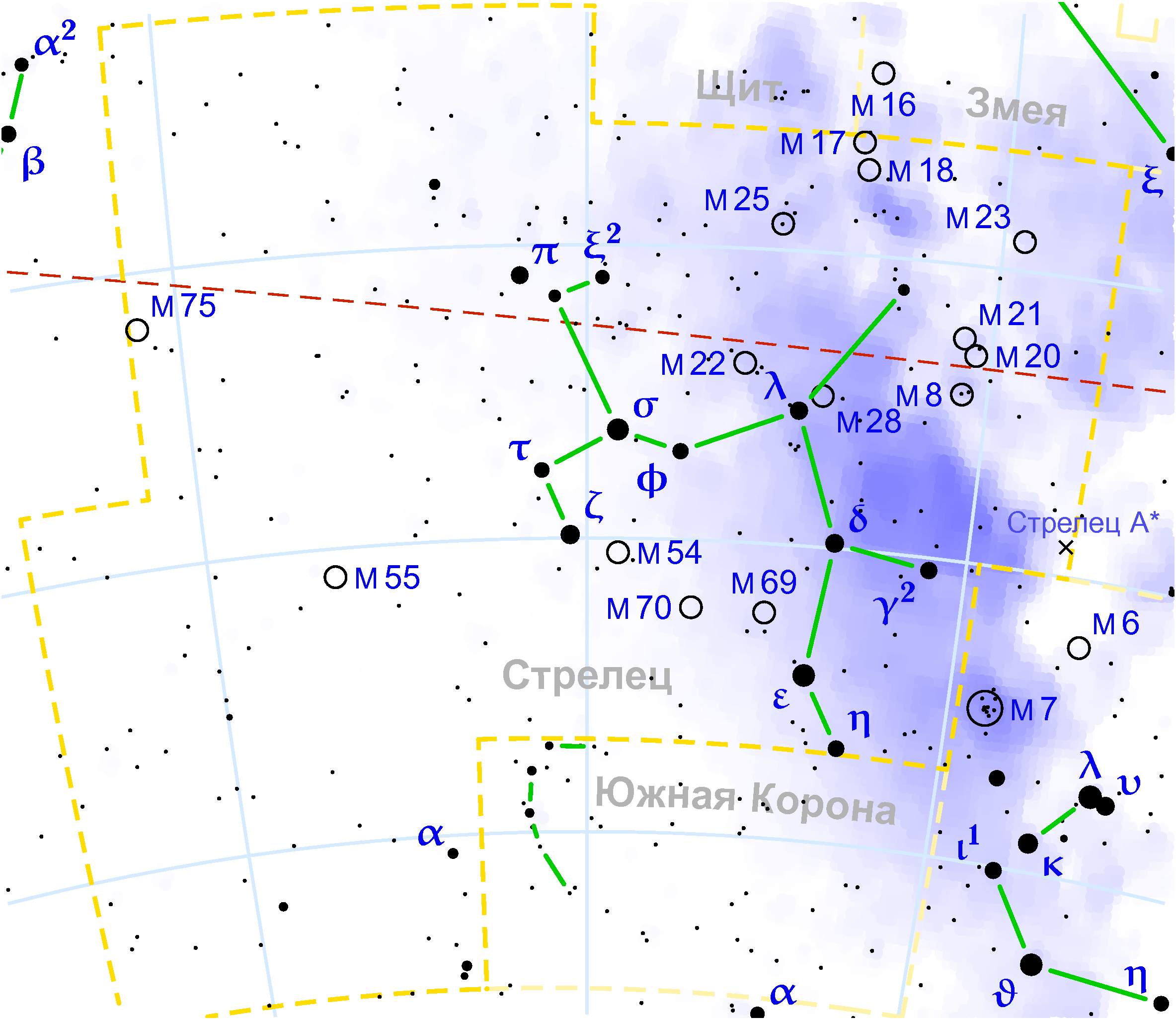
Туманність Лагуна в сузір'ї Стрільця

Влітку ця яскрава дифузна туманність на темному сільському або гірському небі представляється видимою вже і неозброєним оком. У бінокль або невеликий телескоп вона абсолютно чітко видна у вигляді світлої хмарки неясної форми зі скупченням зірок збоку від нього. У більш апертурний телескоп (діаметром від 120—150 мм) з використанням «діпскай»-фільтрів (UHC, UHC-S і їм подібних) розподіл газу в туманності виглядає більш структурним, видна темна тінь пилової туманності, яка розділяє світлу на дві частини. Власне, назва туманності й завдячує походженням цьому темному виступу, який виглядає як темна морська затока, оточена сушею (світла туманність) з вогнями міста на березі (зірки скупчення). При більшій апертурі телескопа (і відповідно, більшому збільшенні) деталізація туманності зростає, наприклад, в центрі туманності стає видно особливо яскравий вузол газу у вигляді пісочного годинника.
Для кращого враження від спостережень М8, слід спостерігати за нею далеко від ліхтарів вуличного освітлення в безмісячні ясні ночі. Але і в цьому випадку не варто розраховувати на барвисті контрастні картинки, подібні наведеним фотографіям. Людське око не здатне до тривалого накопичення світла подібно до фотоприймачів, а в сутінках ще й втрачає чутливість до червоного (основний діапазон світіння М8). Так що туманність, яка настільки ефектна на фотографіях, буде видно у вигляді не контрастної сіруватої хмарки, деталі які доведеться довго виглядати.
Суттєву допомогу спостереженнями нададуть — віддалення від міського засвітлення, світлова адаптація очей, «діпскай»-фільтри та ширококутні окуляри.

### Сусіди по небу з каталогу Мессьє
- M20 і M21 — (на північ) компактніша туманність «трироздільна» з контрастним малюнком темних волокон і розсіяне зоряне скупчення поруч з нею;
- M28 і M22 — два кулястих скупчення на схід;
- M24 — фрагмент Чумацького Шляху;
- M6 і M7 — (на південний захід) пара багатих розсіяних скупчень у Скорпіоні.

### Послідовність спостереження в «Марафоні Мессьє»
… М23 → М25 →М8 → М20 → М21 …

## Галерея

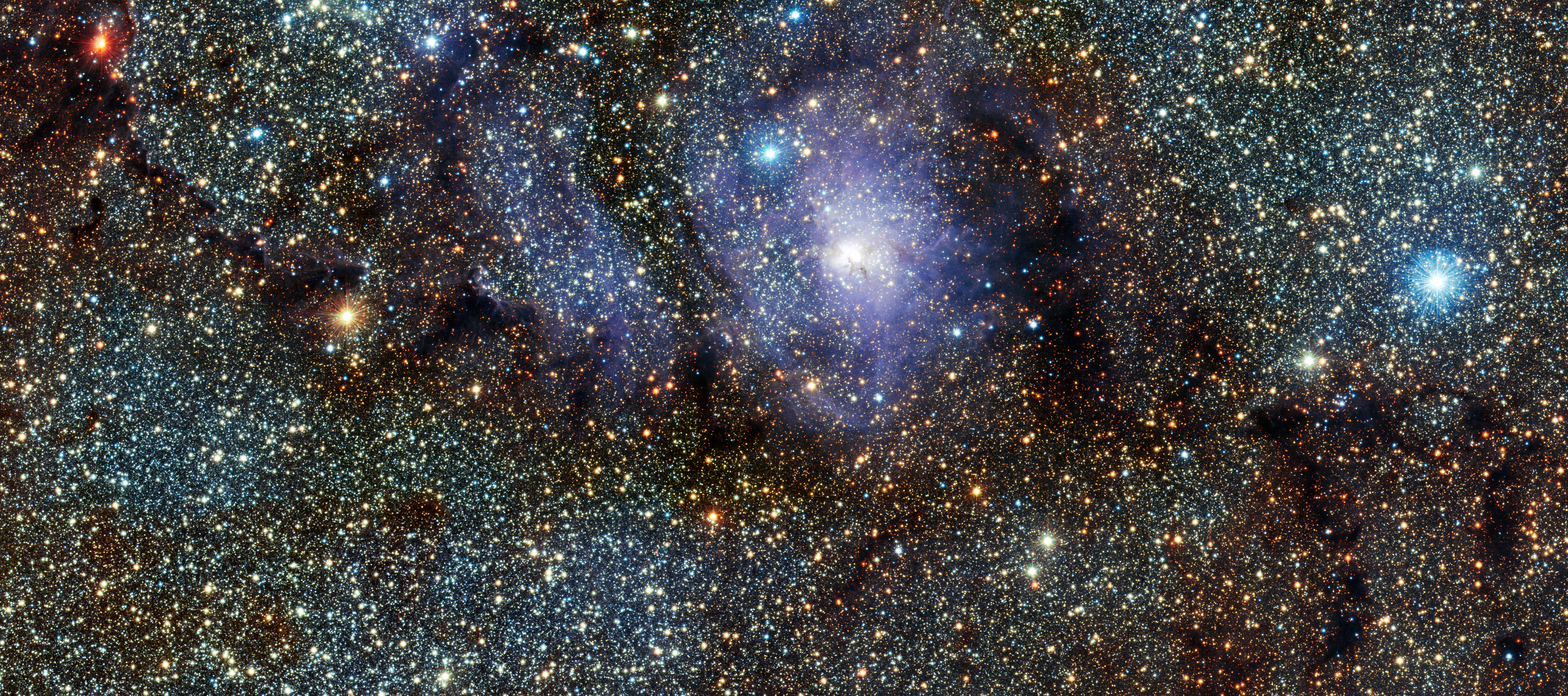
Інфрачервона туманність Лагуна.
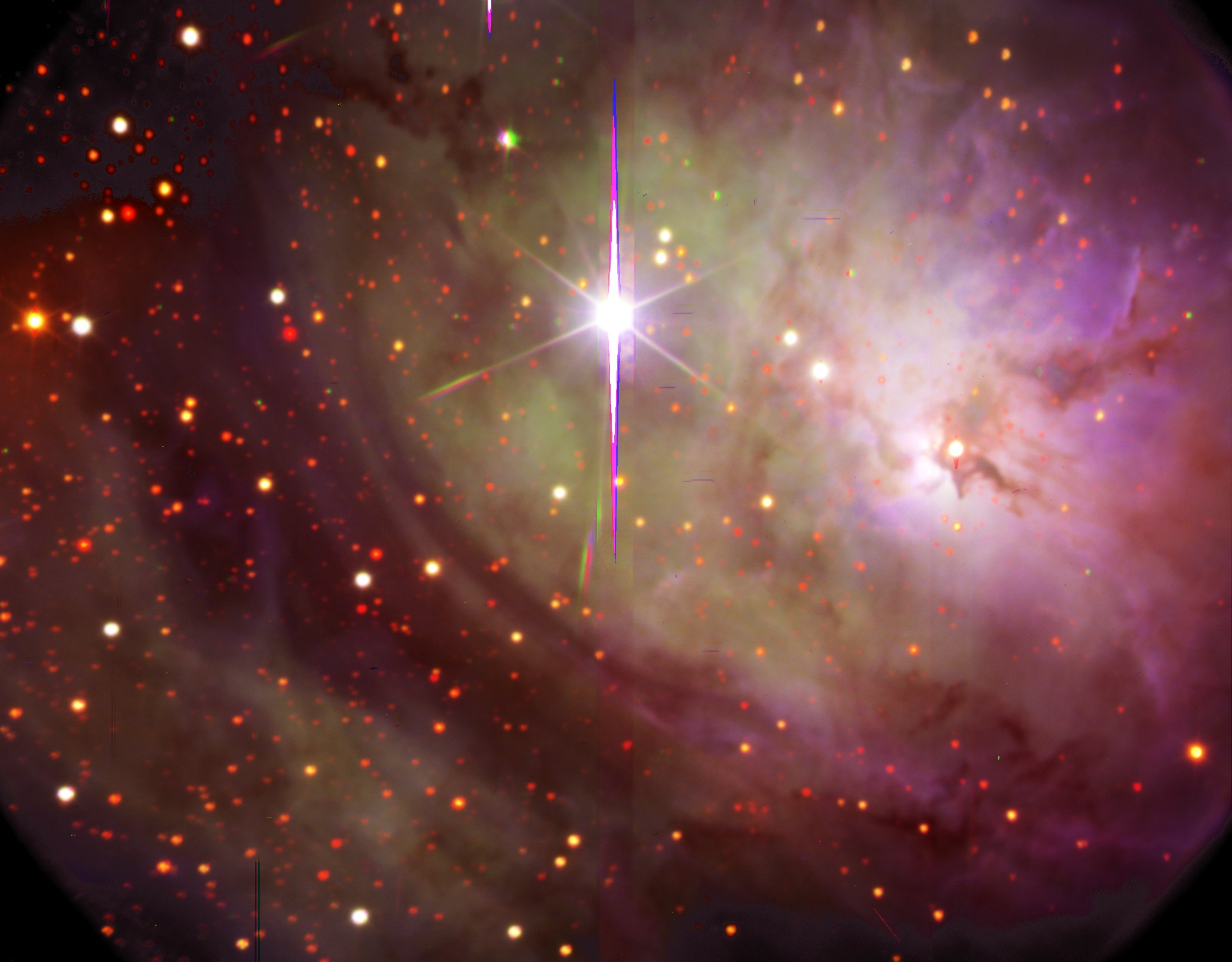
Центральна частина туманності Лагуна, показана туманність Пісочний годинник.
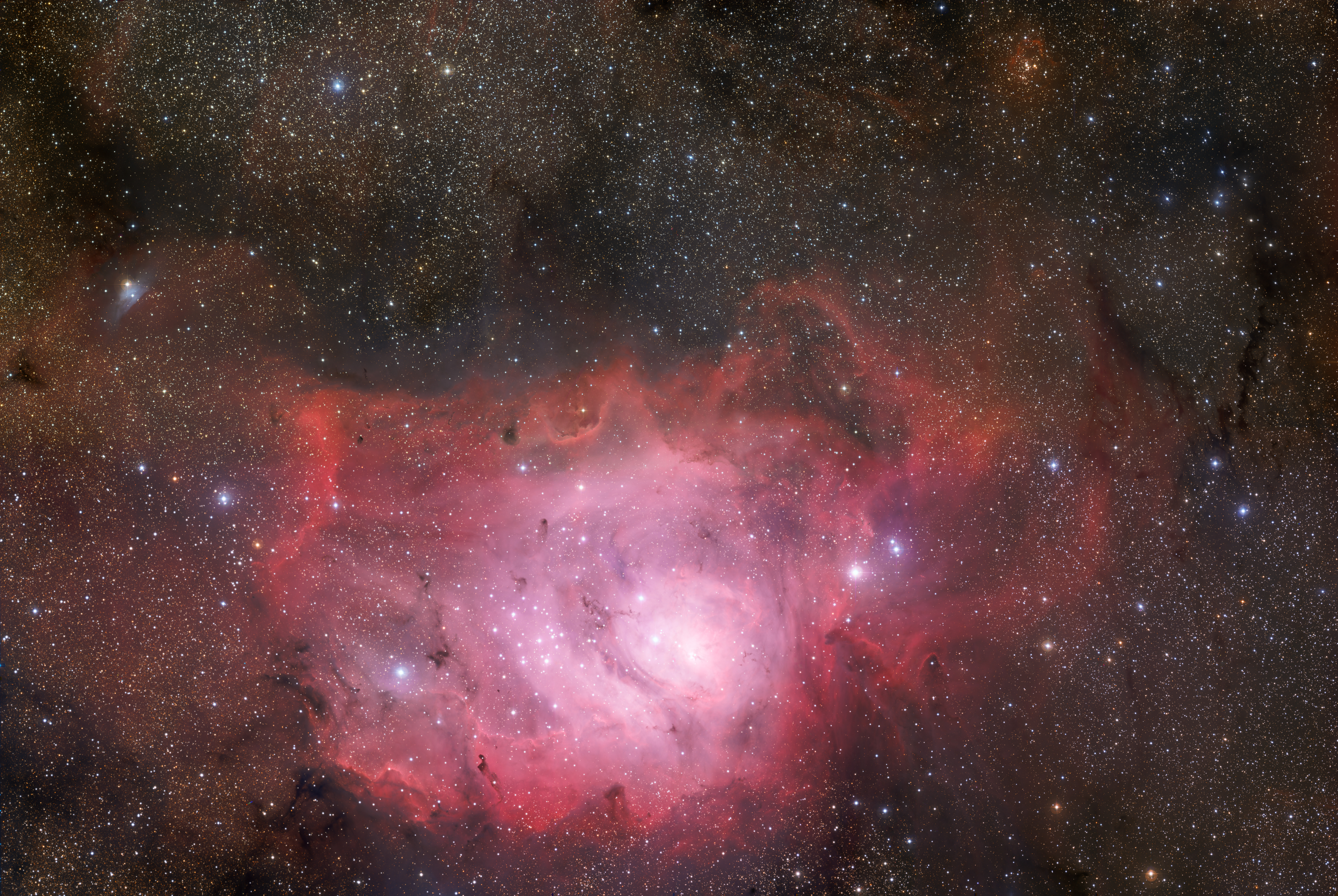
Туманність Лагуна Фото: ESO/S.Guisard.
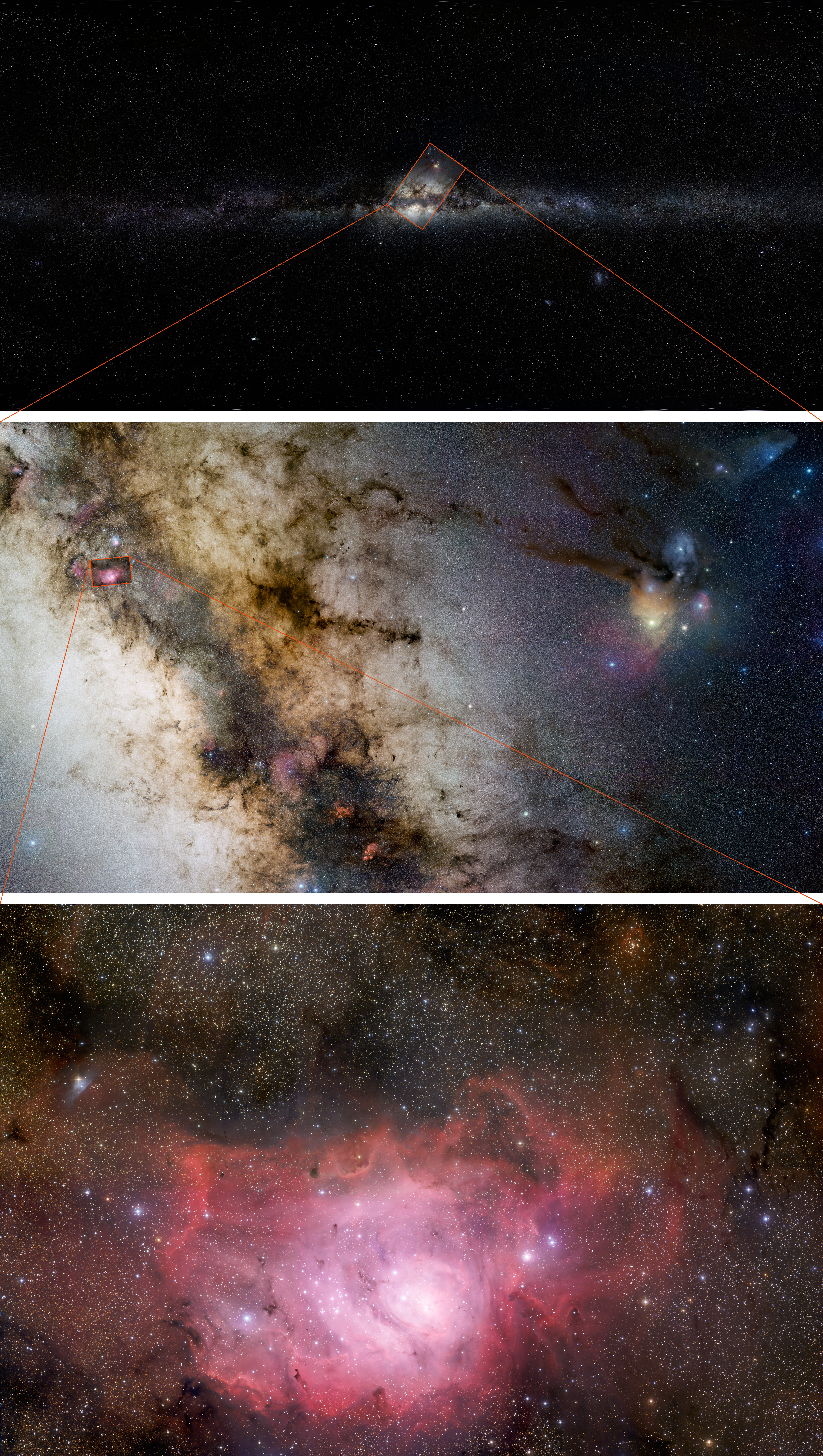
Три зображення з ESO GigaGalaxy Zoom project.
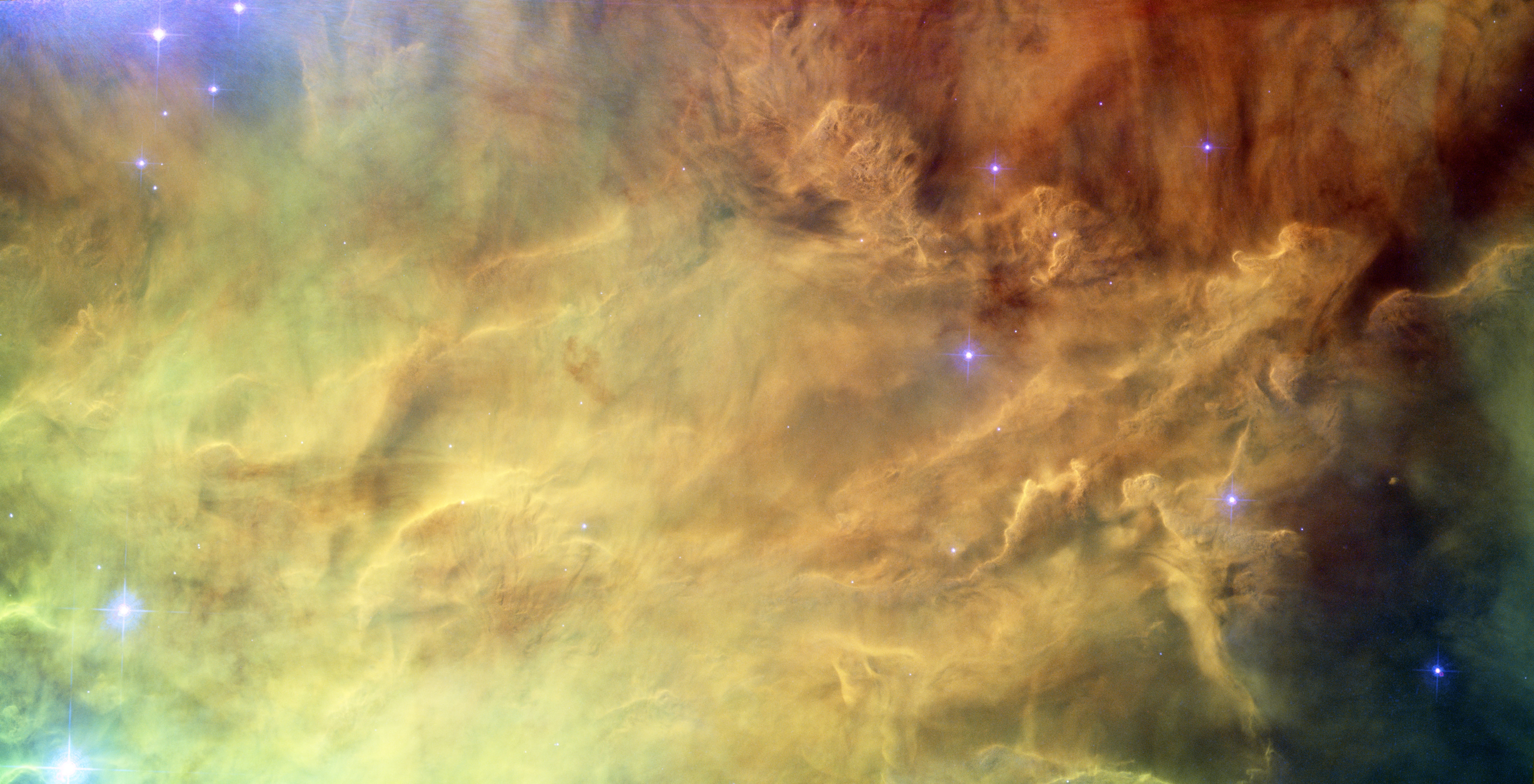
Хвилі що розбиваються Фото: NASA, ESA.
- Занурення в туманністі Лагуна.